# Русаков, Дмитрий Васильевич
Дми́трий Васи́льевич Русако́в (24 июня 1929 — 10 февраля 2002) — передовик советского сельского хозяйства, бригадир колхоза имени А. Матросова Ишимского района Тюменской области, Герой Социалистического Труда (1971).

## Биография
Родился в 1929 году в деревне Воронина, ныне Ишимского района Тюменской области в крестьянской русской семье.
Окончил неполную школу. В начале войны, в 13 лет, пришлось работать. Трудоустроился в местный колхоз «Большевик» на мельницу. С 1943 по 1951 год работал трактористом в колхозе имени Фрунзе в родной деревне.
С 1951 года и до выхода на пенсию трудился в колхозе имени А. Матросова Ларихинского района. Был кладовщиком, с 1955 года стал работать заведующим фермой. С 1963 года — бригадир полеводческой бригады. Несмотря на формальное название «полеводческая», бригада Русакова также занималась животноводством. К концу 1960-х годов урожайность в бригаде ежегодно была свыше 30 центнеров зерновых с гектара, надои молока превысили 3200 килограммов, а поголовье свиней выросло до 6500 голов. 
Указом Президиума Верховного Совета СССР от 8 апреля 1971 года за достижение высоких показателей в производстве продукции сельского хозяйства Дмитрию Васильевичу Русакову присвоено звание Героя Социалистического Труда с вручением ордена Ленина и медали «Серп и Молот».
С сентября 1976 года работал в должности заместителя председателя колхоза. Являлся депутатом Ларихинского сельского совета. В 1982 году избран освобождённым председателем партийного комитета колхоза. В октябре 1990 года вышел на пенсию.  
Проживал в селе Лариха. Умер 10 февраля 2002 года. Похоронен на сельском кладбище. 

## Награды
За трудовые успехи удостоен:
- золотая звезда «Серп и Молот» (08.04.1971)
- орден Ленина (08.04.1971)
- Орден Трудового Красного Знамени (22.03.1966)
- другие медали.

## Память
- В 2017 году в Ларихинском сельском поселении установлена мемориальная доска.
- В 2015 году в селе Стрехнино его портрет размещён на Аллее Героев[2].